# Liste der Baudenkmale in Cambs
In der Liste der Baudenkmale in Cambs sind alle Baudenkmale der Gemeinde Cambs (Landkreis Ludwigslust-Parchim) und ihrer Ortsteile aufgelistet (Stand: Januar 2021).

## Cambs
| ID | Lage                    | Bezeichnung            | Beschreibung | Bild                   |
| -- | ----------------------- | ---------------------- | --- | ---------------------- |
|    | (Karte)                 | Kirche mit Mauer       | rechteckiger Fachwerkbau von 1855/56 mit quadratischen Dachturm über dem Westgiebel, flache Holzbalkendecke mit naiver Malerei, Restaurierung 1977–1981. | Kirche mit Mauer       |
|    | neben der Kirche        | Gedenkstein „Werner“   | |                        |
|    | vor der Kirche          | Kriegerdenkmal 1914/18 | | Kriegerdenkmal 1914/18 |
|    | B 104, Abzweig Zittow   | Meilenstein            | | Meilenstein            |
|    | Zum Gutshaus 15 (Karte) | Gutshaus und Park      | |                        |

## Ahrensboek
| ID | Lage    | Bezeichnung                             | Beschreibung | Bild |
| -- | ------- | --------------------------------------- | ------------ | ---- |
|    | (Karte) | Zufahrtsallee zur ehemaligen Gutsanlage |              |      |

## Kleefeld
| ID | Lage                         | Bezeichnung                    | Beschreibung                                                                                                  | Bild                           |
| -- | ---------------------------- | ------------------------------ | --- | ------------------------------ |
|    | Langen Brützer Weg 3 (Karte) | Gutshaus, 2 Speicher, 2 Ställe | 2-gesch., 11-achs. Haupthaus mit Walmdach und 1-gesch., 8-achs. Anbau mit Sockelgeschoss; siehe dazu Kleefeld | Gutshaus, 2 Speicher, 2 Ställe |
|    | Langen Brützer Weg           | Trafohaus                      | |                                |
|    | Langen Brützer Weg           | Grabkapelle, ehem.             | |                                |
|    | B 104                        | Wasserhaus, ehem.              | | Wasserhaus, ehem.              |
|    | B 104 (Karte)                | Meilenstein                    | | Meilenstein                    |

## Kleefeld Siedlung
| ID | Lage               | Bezeichnung | Beschreibung | Bild |
| -- | ------------------ | ----------- | ------------ | ---- |
|    | Langen Brützer Weg | Pumpenhaus  |              |      |